# ليون كلوز
ليون كلوز هو لاعب كرة قدم بلجيكي في مركز الدفاع، ولد في 20 أغسطس 1931 في بلجيكا، وتوفي بنفس المكان في 24 فبراير 2015. لعب مع ليوبولد كلوب دي بروكسل.